# Vallouise
Vallouise est une ancienne commune française située dans le département des Hautes-Alpes, en région Provence-Alpes-Côte d'Azur et rattachée depuis le 1er janvier 2017 à la commune de Vallouise-Pelvoux. Elle est au cœur de la vallée de la Vallouise.
Ses habitants sont appelés les Vallouisiens. Pour le chef-lieu : lés Viarouïrés (forme locale), les Viarouires (forme francisée).
Elle abrite la station de sports d'hiver de Pelvoux-Vallouise : 14 pistes, 34 kilomètres de pistes. Elle possède également un centre de ski de fond agglomérant près d'une trentaine de kilomètres de pistes dans les vallées de l'Onde (en direction des Bans), du Gyr (en direction du Pelvoux et des Écrins) et de la Gyronde (en direction de Les Vigneaux et de L'Argentière-la-Bessée).

## Géographie
Située au cœur du massif des Écrins, Vallouise est au confluent du Gyr et de l'Onde, naissance de la Gyronde.
Du village, on peut accéder aux plus hauts sommets du massif : la Barre des Écrins, L'Ailefroide, le Pelvoux et les Bans. C'est donc un centre d'alpinisme très dynamique.
Les principaux sommets situés sur le territoire de la commune sont :
- Les Bans (3 669 m) ;
- la pointe des Bœufs Rouges (3 516 m) ;
- le pic des Aupillous (3 505 m) ;
- le pic de Bonvoisin (3 480 m) ;
- le pic Jocelme (3 458 m) ;
- la pointe de Verdonne (3 328 m) ;
- la pointe de l'Aiglière (3 307 m) ;
- la tête d'Amont de Montbrison (2 815 m) ;
- la barre des écrins (4 103 m) ;
- le Pelvoux (3 946 m).

## Toponymie
La vallée a changé de nom plusieurs fois au fil des siècles : 
- Vallis Gerentonica en 739; la « vallée des rochers », porté jusqu'au XIIe siècle, ou du nom de la Gyronde, torrent qui la traverse ;

- après le XIIe siècle, Vallis putas, la « vallée mauvaise »[1]. Selon certaines sources, ce serait parce que des disciples de Pierre Valdo, issus de classes pauvres lyonnaises converties au mouvement Vaudois, y résistaient aux troupes royales, jusqu'à leur massacre partiel lors de la Croisade contre les vaudois de 1488 ;

- De Vallis Loyssia en 1486, de Valloyse en 1488 et le nom actuel de Vallouise (« Vallée Louise »). Il rend hommage à Louis XI, qui fit cesser les représailles et les massacres organisés contre les Vaudois de Vallouise à la demande de l'évêché d'Embrun, géographiquement très proche ;

- Val Libre durant l'intermède de la Révolution ;

- Valoïsa en occitan.

## Histoire
La vallée de Vallouise a compté de nombreux habitants liés au culte Vaudois. La Croisade contre les vaudois de 1488, conduite par l'inquisiteur Alberto Cattaneo, mandaté par le pape Innocent VIII et l'archevêque d'Embrun Jean Baile, déclenche des massacres à Freissinières, à Vallouise, à L'Argentière et à Val Cluson. Louis XI ayant commencé à mettre fin aux persécutions, son nom a été donné à la Vallouise.

## Politique et administration

### Liste des maires
| Période                                  | Période                   | Identité         | Étiquette | Qualité                                   |
| ---------------------------------------- | ------------------------- | ---------------- | --------- | ----------------------------------------- |
| Les données manquantes sont à compléter. |                           |                  |           |                                           |
| mars 1983                                | mars 2001                 | Benjamin Alphand |           |                                           |
| mars 2001                                | mars 2008                 | Jean-Luc Antoni  |           |                                           |
| mars 2008                                | En cours (au 15 mai 2014) | Jean Conreaux    | LR        | Retraité Conseiller départemental (2014-) |

## Population et société

### Démographie
L'évolution du nombre d'habitants est connue à travers les recensements de la population effectués dans la commune depuis 1793. À partir du 1er janvier 2009, les populations légales des communes sont publiées annuellement dans le cadre d'un recensement qui repose désormais sur une collecte d'information annuelle, concernant successivement tous les territoires communaux au cours d'une période de cinq ans. 
Pour les communes de moins de 10 000 habitants, une enquête de recensement portant sur toute la population est réalisée tous les cinq ans, les populations légales des années intermédiaires étant quant à elles estimées par interpolation ou extrapolation. Pour la commune, le premier recensement exhaustif entrant dans le cadre du nouveau dispositif a été réalisé en 2007,.
En 2014, la commune comptait 758 habitants, en évolution de +3,13 % par rapport à 2009 (Hautes-Alpes : +2,98 %, France hors Mayotte : +2,49 %).
| 1793  | 1800  | 1806  | 1821  | 1831  | 1836  | 1841  | 1846  | 1851  |
| ----- | ----- | ----- | ----- | ----- | ----- | ----- | ----- | ----- |
| 3 356 | 1 013 | 1 191 | 1 249 | 1 135 | 1 275 | 1 193 | 1 208 | 1 270 |

| 1856  | 1861  | 1866  | 1872  | 1876  | 1881  | 1886  | 1891  | 1896  |
| ----- | ----- | ----- | ----- | ----- | ----- | ----- | ----- | ----- |
| 1 265 | 1 177 | 1 132 | 1 109 | 1 095 | 1 083 | 1 106 | 1 072 | 1 018 |

| 1901 | 1906 | 1911 | 1921 | 1926 | 1931 | 1936 | 1946 | 1954 |
| ---- | ---- | ---- | ---- | ---- | ---- | ---- | ---- | ---- |
| 957  | 971  | 973  | 765  | 686  | 593  | 545  | 565  | 466  |

| 1962 | 1968 | 1975 | 1982 | 1990 | 1999 | 2007 | 2012 | 2014 |
| ---- | ---- | ---- | ---- | ---- | ---- | ---- | ---- | ---- |
| 381  | 417  | 451  | 512  | 623  | 637  | 717  | 761  | 758  |

### Enseignement
Vallouise possède une école primaire, située à côté d’un stade multisport.

### Santé
A Vallouise, il y a une pharmacie ainsi qu’un kinésithérapeute et un cabinet médical.

## Économie

### Tourisme
Vallouise fait partie du parc national des Écrins. Elle est le point de départ de nombreuses randonnées, escalade, via ferrata, parcours d'eau-vives. La fréquentation est familiale, mais aussi sportive. Toute l'année il est possible d'y trouver des activités, printemps été, automne et hiver (stations de ski de Pelvoux et Puy Saint Vincent, domaine de ski nordique, raquette à neige, cascade de glace, ski hors pistes et ski de randonnée).
La commune est le second centre d'alpinisme en France. Ailefroide, hameau situé au pied du Pelvoux, est la base incontournable pour de nombreuses ascensions sur les glaciers, dont la Barre des Écrins qui est le dernier sommet de 4 000 mètres, au sud dans les Alpes. Le métier de guide de haute montagne y est particulièrement bien représenté. En 1909, les guides de haute montagne de la vallée ont fondé une association dite "Fraternelle des guides et porteurs de Pelvoux". Cette institution existe encore et maintient la tradition d'emmener les alpinistes en haute montagne, mais aussi en randonnée ou dans des activités plus douces. Elle s'appelle maintenant « Bureau des Guides et Accompagnateurs des Écrins ».

## Lieux et monuments
- Église Saint-Étienne (XVe et XVIe siècles) : retable baroque, pietà, fonts baptismaux (marqués 1518)
- Chapelle Saint-André-et-Sainte-Lucie (début du XVIIe siècle) au hameau du Grand-Parcher
- Nombreux cadrans solaires (de 1718 au Grand-Parcher, un Zarbula dans le bourg et deux au hameau du Villard)

### Héraldique
| Blason de Vallouise | Blason  | D'azur à deux croisettes recroisetées d'or rangées en fasce, surmontées d'une étoile du même. |
| Blason de Vallouise | Détails | Le statut officiel du blason reste à déterminer.                                              |

### Personnalités liées à la commune
- Aristide de Bardonnèche
- La famille de Luc Alphand est originaire de Vallouise.